# L'uomo bicentenario (racconto)
L'uomo bicentenario (The Bicentennial Man), tradotto anche come L'uomo del bicentenario, è un racconto lungo fantascientifico del 1976 scritto da Isaac Asimov. Fu insignito del premio Hugo e del Premio Nebula per il miglior racconto del 1976.
Pubblicato per la prima volta nel febbraio del 1976, in occasione del bicentenario degli Stati Uniti, fa parte dell'antologia Antologia del bicentenario (a cui dà il nome) ed è stato incluso anche in altre raccolte di racconti di Asimov. È ritenuto dallo stesso Asimov il suo miglior racconto sui robot positronici.
Da questo racconto è stato poi tratto nel 1993 un altro romanzo che ne amplia la storia, scritto dallo stesso Asimov assieme a Robert Silverberg, intitolato Robot NDR 113 (The Positronic Man).
Nel 1999 ne è stata realizzata una trasposizione cinematografica diretta da Chris Columbus con protagonista Robin Williams.

## Ambientazione
La storia è ambientata in un mondo evoluto in cui un'umanità non del tutto libera da preconcetti e paure ancestrali sfrutta la robotica per ottenere prodotti in grado di sostituirla nei lavori più degradanti. La Terra si è naturalmente rigenerata, i mari sono tornati puliti e i boschi hanno riconquistato quegli spazi che gli agglomerati urbani avevano loro sottratto. La popolazione del globo terrestre si è ridotta a un miliardo, ma non a causa di guerre o carestie, ma grazie al decentramento operato verso gli altri pianeti o satelliti, divenute colonie estremamente progredite e abitate da generazioni di uomini di mentalità assai progressista.

## Trama
Circa cento anni dopo la morte di Susan Calvin, diventata una specie di santa patrona protettrice dei robot, un robot di tipo NDR, dotato di caratteristiche eccezionali per una macchina,  diventa parte integrante della famiglia Martin dal giorno in cui Amanda, la figlia più piccola di Gerald Martin, lo battezza con il nome di Andrew.
Robot insolito, Andrew manifesta doti artistiche e intellettuali estranee alla sua programmazione originale. Tali peculiarità emergono sempre più nella coscienza di Andrew, che inizialmente le interpreta come delle disfunzioni positroniche. All'interno della tenuta Martin il robot sviluppa, in modo del tutto spontaneo, capacità artistiche e abilità manuali; per far piacere alla “Signorina Piccola” (così Andrew chiama Amanda Martin), Andrew elabora un piccolo ciondolo di legno destando lo stupore di Gerald. L'affetto che Amanda nutre per Andrew la spinge a operare delle pressioni sul padre affinché quest'ultimo assicuri ad Andrew gli utili della vendita delle opere di legno da lui elaborate. Un robot con un conto in banca (da 200 000 dollari all'inizio) è solo la prima delle stranezze che caratterizzeranno Andrew; nel corso dei decenni diventerà robot libero, scrittore, "dottore" e fondatore della protesiologia.
Le sue stravaganze e le sue rivendicazioni dividono l'opinione pubblica. Gli anni trascorrono e i membri della famiglia Martin si susseguono fino ad arrivare all'ultimo discendente, Paul Charney, il quale si adopera affinché Andrew sia dotato di un corpo androide dall'aspetto umano. La coscienza di Andrew è in continua crescita, così come il desiderio di avvicinarsi sempre più all'essere umano. Elabora un progetto per realizzare organi e protesi umani che gli permettano di mangiare, bere e sudare. Tali innovazioni gli procurano riconoscimenti e lauree ad honorem, rispetto e stima; ma Andrew desidera di più: «il genio che, con le sue creazioni, ha dato tantissimo all'umanità» vuole veder riconosciuto il suo status di essere umano. Tale aspirazione lo conduce ad affrontare l'ultima "miglioria": quella che lo avrebbe reso mortale. Il giorno del suo duecentesimo compleanno Andrew è ufficialmente dichiarato l'uomo bicentenario. Alcuni mesi dopo Andrew si spegne come prima di lui si erano spente tutte le persone a lui care.

## Opere derivate
Questa storia è ambientata all'interno dell'Universo della fondazione di Asimov, che comprende anche i suoi precedenti racconti su Susan Calvin e sui robot positronici. È chiaramente posizionato (dal punto di vista cronologico) secoli prima degli eventi narrati in Madre Terra e in Abissi d'acciaio, in un periodo in cui i mondi spaziali non si sono ancora rivoltati contro la Terra, e in cui la U.S. Robots è ancora in attività. In particolare questa storia sembra essere diventata una specie di leggenda presso i mondi spaziali. Viene raccontata quasi come una favola agli infanti, e pare che tutte le bambine di Aurora abbiano sognato almeno una volta di essere la Piccola Miss (almeno questo è il parere di Fastolfe). Infatti nei romanzi I robot dell'alba e I robot e l'Impero la figlia di Fastolfe, Vasilia Aliena, si fa chiamare «Piccola Miss» da R. Giskard Reventlov, il robot che l'ha allevata.